# Blechroma
Blechroma là một chi bướm đêm thuộc họ Geometridae.